# Gerry Fisher
Pour les articles homonymes, voir Fisher.
Gerry (Gerald) Fisher est un directeur de la photographie britannique, né le 23 juin 1926, à Londres et mort le 2 décembre 2014  en Angleterre.

## Biographie
Gerry Fisher débute comme assistant opérateur, puis devient cadreur. Il inaugure sa carrière de chef opérateur, en 1967, avec Accident de Joseph Losey. Il a ensuite été très souvent associé à celui-ci dans de nombreux films, comme notamment Cérémonie secrète, Monsieur Klein ou Don Giovanni.

## Filmographie principale
- 1967 : Accident de Joseph Losey
- 1968 : La Mouette (The Seagull) de Sidney Lumet
- 1968 : Cérémonie secrète de Joseph Losey
- 1969 : Hamlet de Tony Richardson
- 1970 : Ned Kelly de Tony Richardson
- 1971 : Le Messager (The Go-Between) de Joseph Losey
- 1971 : Terreur aveugle (Blind terror) de Richard Fleischer
- 1971 : Le Convoi sauvage (Man on the wilderness) de Richard C. Sarafian
- 1972 : The Amazing M. Blunden de Lionel Jeffries
- 1972 : Malpertuis de Harry Kümel
- 1973 : The Offence de Sidney Lumet
- 1973 : Maison de poupée de Joseph Losey
- 1975 : Une Anglaise romantique de Joseph Losey
- 1976 : Monsieur Klein de Joseph Losey
- 1977 : Mon « Beau » légionnaire (The Last Remake of Beau Geste) de Marty Feldman
- 1977 : L'Ile du docteur Moreau de Don Taylor
- 1978 : Fedora de Billy Wilder
- 1978 : Les Routes du sud de Joseph Losey
- 1979 : Don Giovanni de Joseph Losey
- 1980 : Le Malin (Wise blood) de John Huston
- 1980 : La Neuvième Configuration (The Ninth Configuration) de William Peter Blatty
- 1986 : Highlander de Russell Mulcahy
- 1986 : A bout de course (Running on empty) de Sidney Lumet
- 1991 : Company Business de Nicholas Meyer
- 1997 : K de Alexandre Arcady
- 1999 : Furia de Alexandre Aja

## Prix et nominations
- Césars 1977 : nomination au César de la meilleure photographie pour Monsieur Klein